# Gulfport (Mississippi)
Gulfport é uma cidade localizada no estado americano do Mississippi, no condado de Harrison, do qual é sede juntamente com Biloxi. É a segunda cidade mais populosa do Mississippi, menor apenas que a capital Jackson.

## Geografia
De acordo com o Departamento do Censo dos Estados Unidos, a cidade tem uma área de 165,8 km², dos quais 144,1 km² estão cobertos por terra e 21,7 km² por água.

### Localidades na vizinhança
O diagrama seguinte representa as localidades num raio de 20 km ao redor de Gulfport.

## Demografia
Segundo o censo nacional de 2010, a sua população é de 67 793 habitantes e sua densidade populacional é de 470,5 hab/km². A cidade possui 31 602 residências que resulta em uma densidade de 219,5 residências/km².

## Marcos históricos
O Registro Nacional de Lugares Históricos lista 18 marcos históricos em Gulfport. O primeiro marco foi designado em 21 de junho de 1971 e o mais recente em 27 de maio de 2021, o St. Matthew Evangelical Lutheran Church.